# Stanisław Profic
Stanisław Józef Profic (ur. 4 grudnia 1896 w Wadowicach, zm. wiosną 1940 w Charkowie) – major piechoty Wojska Polskiego, kawaler Orderu Virtuti Militari, ofiara zbrodni katyńskiej.

## Życiorys
Syn Kazimierza i Krystyny z domu Luberda urodzony 4 grudnia 1896 w Wadowicach.
Przed wybuchem I wojny światowej był członkiem Drużyn Sokolich. W czasie wojny służył w Legionach w 3 pułku piechoty. Brał udział w walkach na froncie karpackim w szeregach II Brygady Legionów Polskich. W czerwcu 1915 roku został ranny w walkach pod Rokitną. 25 czerwca 1915 roku został awansowany na chorążego, a 1 lipca 1916 roku na podporucznika Legionów.

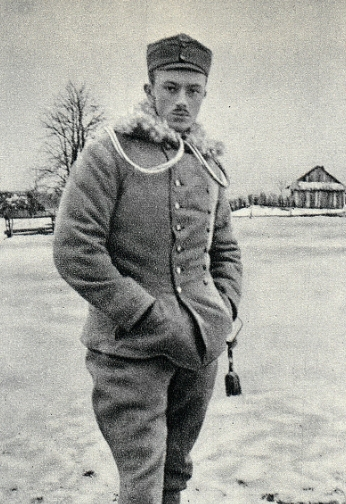
Ppor. Stanisław Profic w czasie służby w Legionach Polskich

Jako oficer byłego Polskiego Korpusu Posiłkowego reskryptem Rady Regencyjnej z 25 października 1918 roku został przydzielony do podległego jej Wojska Polskiego w randze podporucznika. W 1918 roku wstąpił do Wojska Polskiego i walczył w wojnie polsko-bolszewickiej w szeregach 2 pułku piechoty Legionów i 1 pułku piechoty Legionów. Po zakończeniu działań wojennych pozostał w wojsku został zweryfikowany do stopnia majora piechoty ze starszeństwem z dniem 1 czerwca 1919 roku. 15 listopada 1922 roku został przydzielony z Rezerwy Oficerów Sztabowych Dowództwa Okręgu Korpusu Nr I do Powiatowej Komendy Uzupełnień Warszawa Miasto I na stanowisko I referenta, pozostając oficerem nadetatowym 73 pułku piechoty. W czerwcu 1923 został przydzielony do Wojskowej Kontroli Generalnej. Pełnił służbę w Oddziale Kontroli Administracyjnej. Następnie został przydzielony do Korpusu Kontrolerów. Z dniem 30 czerwca 1925 został przeniesiony w stan spoczynku. 
W 1934 pozostawał w ewidencji Powiatowej Komendy Uzupełnień Wilno Miasto z przydziałem mobilizacyjnym do Oficerskiej Kadry Okręgowej Nr III. Był wówczas „przewidziany do użycia w czasie wojny”. Działał czynnie w organizacjach byłych legionistów oraz w Federacji Polskich Związków Obrońców Ojczyzny Województwa Wileńskiego. W 1931 roku został wybrany do prezydium federacji.
W czasie mobilizacji w 1939 roku został powołany do służby czynnej. Po agresji ZSRR na Polskę dostał się do niewoli sowieckiej i przebywał w obozie w Starobielsku. Wiosną 1940 roku został zamordowany przez funkcjonariuszy NKWD w Charkowie i pogrzebany w bezimiennej, zbiorowej mogile w Piatichatkach, gdzie od 17 czerwca 2000 roku mieści się oficjalnie Cmentarz Ofiar Totalitaryzmu w Charkowie. Figuruje na Liście Starobielskiej NKWD pod poz. 4020.
5 października 2007 roku minister obrony narodowej Aleksander Szczygło – decyzją nr 439/MON – mianował go pośmiertnie na stopień podpułkownika. Awans został ogłoszony 9 listopada 2007 roku w Warszawie, w trakcie uroczystości „Katyń Pamiętamy – Uczcijmy Pamięć Bohaterów”.

## Ordery i odznaczenia
- Krzyż Srebrny Orderu Wojskowego Virtuti Militari nr 7354[1]
- Krzyż Niepodległości (24 października 1931)[18]
- Krzyż Walecznych (czterokrotnie)[19]
- Złoty Krzyż Zasługi (10 listopada 1928)[20]
- Medal Pamiątkowy za Wojnę 1918–1921
- Medal Dziesięciolecia Odzyskanej Niepodległości